# Rhopalizus dorsalis
Rhopalizus dorsalis là một loài bọ cánh cứng trong họ Cerambycidae.